# Buteoninae
Sous-famille
Les Buteoninae sont une sous-famille d'oiseaux de proie qui se compose d'espèces à larges ailes, de moyennes à grandes. 
Ils ont de grands becs crochus pour arracher la chair de leurs proies, des pattes solides, et des serres puissantes. Ils ont également une vue extrêmement perçante pour leur permettre de repérer de haut les proies potentielles depuis le ciel. 
Cette sous-famille contient les buses (faucons butéonins), avec une grande diversité d'apparence et de forme, certaines ressemblant à des aigles, avec au moins 50 espèces incluses dans la sous-famille. À une époque, plusieurs types ont été regroupés, incluant de grands groupes tels que les aigles bottés, mais des études modernes utilisant l'ADN mitochondrial ont précisé que cette sous-famille était plus petite que celle précédemment classée,,.

## Systématique
La sous-famille des Buteoninae comprend environ 55 espèces actuellement reconnues. Contrairement à de nombreuses lignées d'accipitridés, qui semblaient avoir rayonné hors d'Afrique ou d'Asie du Sud, les Buteoninae sont clairement originaires d'Amérique sur la base des archives fossiles et de la répartition actuelle des espèces (plus de 75% des rapaces existants de cette lignée se trouvent en Amérique),.

### Genres
- Buteo - faucons buteonine (Amérique du Nord) ou buses (Europe): près de 30 espèces (probablement paraphylétiques, pourraient inclure Leucopternis en partie et Parabuteo)
- Parabuteo
- Busarellus - faucon à collier noir
- Butastur
- Buteogallus
- Cryptoleucopteryx - faucon plumbeous
- Geranoaetus - aigle-buse à poitrine noire
- Kaupifalco - buse lézard
- Leucopternis
- Morphnarchus - faucon barré
- Pseudastur